# 圣马丁苏维古鲁
圣马丹苏维古鲁（法語：Saint-Martin-sous-Vigouroux，法語發音：[sɛ̃ maʁtɛ̃ su viɡuʁu]）是法国康塔尔省的一个市镇，位于该省中部，属于圣弗卢尔区。

## 地理
圣马丹苏维古鲁（44°55'23"N, 2°48'10"E）面积19.29 平方千米，位于法国奥弗涅-罗讷-阿尔卑斯大区康塔爾省，该省份为法国中南部省份，位于法國中央高原中心，北起科雷兹省、上盧瓦爾省和多姆山省，西接洛特省和科雷兹省，南至阿韦龙省和洛特省，东临上盧瓦爾省和洛泽尔省。
与圣马丹苏维古鲁接壤的市镇（或旧市镇、城区）包括：泰龙代尔、布勒宗、马尔博、纳尔纳克、波扬克、皮埃尔福。
圣马丹苏维古鲁的时区为UTC+01:00、UTC+02:00（夏令时）。

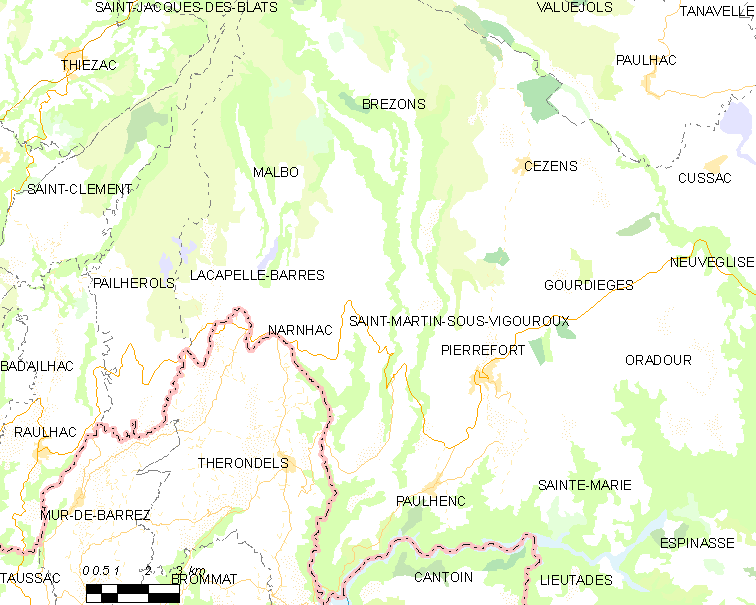
圣马丹苏维古鲁的OSM定位图

## 行政
圣马丹苏维古鲁的邮政编码为15230，INSEE市镇编码为15201。

## 政治
圣马丹苏维古鲁所属的省级选区为圣弗卢尔第二县。

## 人口

1962-2008年间圣马丹苏维古鲁人口变化图示

圣马丹苏维古鲁于2022年1月1日时的人口数量为219人。